# Maxillaria triloris
Maxillaria triloris är en orkidéart som beskrevs av Charles Jacques Édouard Morren. Maxillaria triloris ingår i släktet Maxillaria och familjen orkidéer. Inga underarter finns listade i Catalogue of Life.

## Bildgalleri

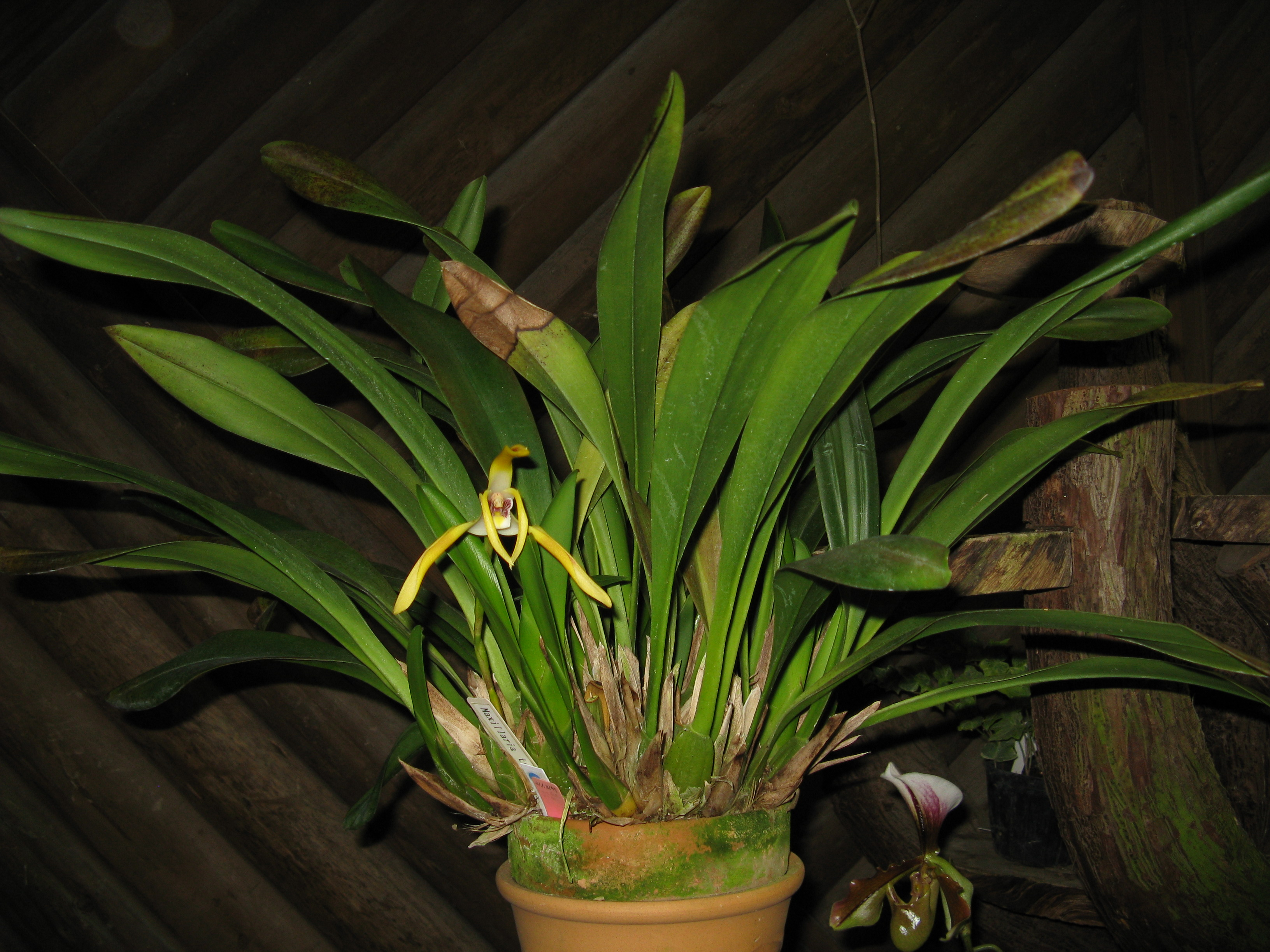